# آخرین رقص (فیلم ۲۰۰۳)
آخرین رقص (به انگلیسی: One Last Dance) فیلمی محصول سال ۲۰۰۳ و به کارگردانی لیسا نیمی است. در این فیلم بازیگرانی همچون پاتریک سوویزی، لیسا نیمی و جرج د لا پنا ایفای نقش کرده‌اند.